# 박승봉 (1952년)
박승봉(朴昇奉, 1952년 ~ )은 대한민국의 전직 공무원이고, 제주특별자치도 제주시 한경면 출생이며, 제주특별자치도 제주시장 권한대행 및 부시장으로 역임하였다.

## 학력
- 오현고등학교 졸업
- 제주대학교 학사 졸업

- 건국대학교 행정대학원 석사 졸업

## 경력
- 1973 공직 입문
- 제주시 첨단산업육성지원사업팀 단장
- 제주시 교통환경국장
- 2006 제주특별자치도 비서실장
- 제주국제자유도시추진국장
- 2009.01 ~ 2011.01 제32대 제주특별자치도 제주시 부시장
- 2009.07 ~ 2011.01 제주특별자치도 지방부이사관
- 2010.03 ~ 2010.03 제주특별자치도 제주시장 권한대행

## 수상
- 1993 내무부장관 표창
- 1995 국무총리 표창
- 2007 녹조근정훈장